# Billal Benbrih
Billal Benbrih – algierski zapaśnik walczący w stylu klasycznym. Srebrny medalista igrzysk afrykańskich w 2007. Zdobył cztery medale na mistrzostwach Afryki w latach 2008 – 2014. Wicemistrz arabski w 2010. Piąty na igrzyskach śródziemnomorskich w 2013 roku.